# Ara Victoriae
De Ara Victoriae was een altaar gewijd aan de overwinningsgodin Victoria in het oude Rome.

## Oprichting en evolutie
Het altaar werd waarschijnlijk in 29 v.Chr. door de latere keizer Augustus in de net geopende Curia Julia geplaatst en op 28 augustus ingewijd. Gelijktijdig werd ook een cultusbeeld van Victoria in de curia geplaatst, dat Augustus uit Tarentum had laten overbrengen. Het beeld was wellicht van Griekse makelij en in haar handen kreeg de godin de symbolen van Augustus' overwinning in de Slag bij Actium. Aan dit altaar brandden senatoren wierook, baden ze jaarlijks voor de voorspoed van het rijk, legden ze de eed af en zwoeren ze trouw wanneer een nieuwe keizer aantrad. Het was een symbool van de militaire macht van Rome.

## Strijd en verwijdering
Tijdens de 4e eeuw werden het altaar en het beeld de inzet van de strijd tussen het opkomende christendom en het oude paganisme. De christelijke keizer Constantius II vaardigde in 356 een algemeen offerverbod uit en beval bij wet de tempels te sluiten. Een jaar later bezocht deze keizer Rome (zijn eerste en enige bezoek). Hij toonde zich onder de indruk van de openbare gebouwen van de stad en om tegemoet te komen aan de niet-christelijke meerderheid in de Senaat, versoepelde hij de regels enigszins. Hij herstelde enige oude stedelijke Romeinse tradities, maar liet het Victoria-altaar uit het Senaatsgebouw verwijderen.  
De van het christendom afgevallen keizer Julianus (361-363) liet het verwijderde altaar echter opnieuw in het Senaatsgebouw opstellen. Dit conflict moet gezien worden in het kader van de algemene verzwakking van de oude Romeinse tradities: de laatste bewaard gebleven wijdingsopdracht op een niet-christelijke religieus monument, die geplaatst werd door een ambtenaar van de stad Rome, dateert uit het jaar 367/8. Het laat zien dat Vettius Agorius Praetextatus, die tot de kring van Symmachus behoorde, de Porticus Deorum Consentium en haar beelden met Romeinse goden opnieuw liet oprichten op het Forum Romanum.
Keizer Gratianus staakte in het jaar 382 de staatssubsidies voor de Vesta-cultus en gaf tevens opdracht het Victoria-altaar opnieuw uit het Curia Julia-gebouw te verwijderen. Een op initiatief van Praetextatus gevormde en door Symmachus geleide delegatie protesteerde in 382 tegen deze maatregelen. Dit protest werd echter door het keizerlijk hof in Milaan afgewezen. Hoewel Symmachus vanwege dit protest uit Rome verbannen werd, slaagde hij er na de dood van Gratianus in 383 in naar de stad terug te keren. Een jaar later in 384 werd hij zelfs tot stadsprefect gekozen. Aangezien de opvolger in het keizerlijke ambt, Gratianus' minderjarige broer Valentinianus II, beïnvloedbaar leek te zijn, schreef Symmachus nog in hetzelfde jaar de derde Relatio aan de keizer, waarin hij voor het opnieuw opstellen van het Victoria-altaar pleitte en daarnaast om staatssubsidie voor de Vesta-cultus vroeg. De petitie van Symmachus werd door christelijke tegenstanders geïmiteerd in uitgebreide weerleggingen, vooral in de Rome-prosopopee (Symmachus, Derde relatio 9-10):
| Romam nunc putemus adsistere atque his vobiscum agere sermonibus: optimi principum, patres patriae, reveremini annos meos, in quos me pius ritus adduxit! utar caerimoniis avitis; neque enim paenitet. vivam meo more, quia libera sum! hic cultus in leges meas orbem redegit, haec sacra Hannibalem a moenibus, a Capitolio Senonas reppulerunt. ad hoc ergo servata sum, ut longaeva reprehendar? Videro, quale sit, quod instituendum putatur; sera tamen et contumeliosa emendatio senectutis. ergo diis patriis, diis indigetibus pacem rogamus. aequum est, quidquid omnes colunt, unum putari. eadem spectamus astra, commune caelum est, idem nos mundus involvit. quid interest, qua quisque prudentia verum requirat? uno itinere non potest perveniri ad tam grande secretum. Sed haec otiosorum disputatio est. Nunc preces, non certamina offerimus. | "Stellen wij ons dat voor dat de Godin Rome goed gezind is en u aansprak: eerbiedwaardige keizer, vader des vaderlands, heb eerbied voor mijn leeftijd, waardoor ik er in ben geslaagd de voorouderlijke ceremonies in ere te houden! Laat mij de ceremonieën van de voorouders uitvoeren, want dit is geen zonde. Laat mij volgens mijn tradities leven, omdat ik vrij geboren ben! Deze cultus heeft de wereld aan mijn wetten onderworpen; deze heilige gebruiken hebben Hannibal van de muren van de stad en de Galliërs van het Capitool afgeweerd. Ben ik destijds gered om nu op mijn oude dag achtergesteld te worden? Ik zal snel erkennen van welke aard de als noodzakelijk geziene maatregelen zijn; de verbetering van mijn tijd komt echter laat en is smadelijk. Daarom vragen wij om vrede voor de goden van de voorvaderen en van het vaderland. Het is goed het doel van de individuele religiebeoefening als eenheid te begrijpen. Wij kijken allemaal op naar dezelfde sterren, de hemel is voor ons allemaal hetzelfde, hetzelfde heelal omgeeft ons. Wat maakt het uit onder welk systeem men de waarheid onderzoekt? Op een manier alleen kan men een zo groot mysterie niet doorgronden. Maar dit zijn ijdele woorden. In de huidige toestand dienen wij smeekbeden in en geen strijdvragen." |

Als gevolg van de invloed van Ambrosius, de aartsbisschop van Milaan, en belangrijk kerkleraar, werd het verzoekschrift van Symmachus verworpen. Ambrosius schreef spontaan een brief (nr. 17), waarin hij zonder kennis van de petitie van Symmachus de situatie besprak en Valentinianus bedreigde met excommunicatie, aangezien Victoria net als alle niet-christelijke goden een demon was: "Want de verlossing kan alleen worden gegarandeerd, als iedereen werkelijk de ware God aanbidt, dat is de God van de christenen, door wie alle dingen worden bestuurd, want alleen hij is de ware God, die met de diepte van de geest aanbeden moet worden; want de goden van de heidenen zijn demonen: zoals het heilige Schrift zegt". Later schreef hij nog een brief (nr. 18), met daarin een argumentatieve weerlegging van het verzoekschrift van Symmachus, maar deze wordt als retorisch zwakker beschouwd.

## Bron
- L. Richardson, jr, A New Topographical Dictionary of Ancient Rome, Baltimore - London, 1992, p. 420. ISBN 0801843006

## Voetnoten
1. ↑  Andrea Carandini, The Atlas of Ancient Rome, vol. I, 2017, p. 169
2. ↑  Kassios Dion, Romeinse geschiedenis, 51.22; Suetonius, Augustus, 100; Herodianos, 55.5.7
3. ↑  James J. Sheridan, "The Altar of Victory - Paganism's Last Battle" in: L'antiquité classique, 1966, p. 187. DOI:10.3406/antiq.1966.1466
4. ↑  Codex Theodosianus 16,10,4 en 6.
5. ↑  Ammianus Marcellinus 16,10. Bloch (1963), blz. 194.
6. ↑  Corpus Inscriptionum Latinarum VI 102 = Hermann Dessau, Inscripties Latinae Selectae 4003.
7. ↑  Over de strijd over het Victoria-altaar zie Klein (1972) en (1971), in het bijzonder blz. 76ff hier.
8. ↑  Over de persoon Ambrosius: Ernst Dassman, Ambrosius van Milaan. Leben und werk, Stuttgart, 2004. Over de kerstening van de Romeinse elite en de Senaat: Michele R. Salzman, The Making of a Christian Aristocracy. Social and Religious Change in the Western Roman Empire, Cambridge/MA, 2002, onder andere p. 65 e.v.
9. ↑  Ambrosius, Brief, 17.1: Aliter enim salus tuta esse not poterit, nisi unusquisque Deum vere, hoc est, Deum christianorum, a quo cuncta reguntur, veraciter colat; ipse enim verus est deus, qui intima mente veneretur: Dii enim gentium daemonia, sicut Scriptura dicit (Psal. XCV, 5). Zie: J.H.W.G. Liebeschuetz, Ambrosius of Milan: Political Letters and Speeches, Liverpool, 2005, p. 27 e.v.
10. ↑  R. Argenio, Il Contra Symmachum di Prudenzio fu uno scritto di Zwitserland, in: Rivista di Studi Classici 16 (1968), p. 155-163 bespreekt de literaire kwaliteit van deze twee bronnen.